# Pseudocrossidium linearifolium
Pseudocrossidium linearifolium là một loài Rêu trong họ Pottiaceae. Loài này được (Müll. Hal.) J.A. Jimenez & M.J. Cano mô tả khoa học đầu tiên năm 2009.